# Xã New Buffalo, Michigan
Xã New Buffalo (tiếng Anh: New Buffalo Township) là một xã thuộc quận Berrien, tiểu bang Michigan, Hoa Kỳ. Năm 2010, dân số của xã này là 2.386 người.